# Velocidad de fase
La velocidad de fase de una onda es la tasa a la cual la fase de la misma se propaga en el espacio. Esta es la velocidad a la cual la fase de cualquier componente en frecuencia de una onda se propaga (que puede ser diferente para cada frecuencia). Si tomamos una fase en particular de la onda —por ejemplo un máximo—, esta parecerá estar viajando a dicha velocidad. La velocidad de fase está dada en términos de la frecuencia de la onda ω y del vector de onda k por la relación:
{\displaystyle v_{\mathrm {p} }={\frac {\omega }{k}}.}
Hay que tener en cuenta que la velocidad de fase no es necesariamente igual a la velocidad de grupo de una onda (en caso de coincidir ambas, se trata de un medio no dispersivo); esta última es la tasa a la cual viaja la energía almacenada en la onda.